# Rupicapra rupicapra tatrica
Sơn dương Tatra (Danh pháp khoa học: Rupicapra rupicapra tatrica; tiếng Slovak: Kamzík vrchovský tatranský; tiếng Ba Lan: Kozica tatrzańska) là một phân loài của loài sơn dương Rupicapra rupicapra. Chúng là một phân loài của sơn dương thuộc chi Rupicapra. Đời sống của sơn dương Tatra diễn ra ở dãy núi Tatra ở Slovakia và Ba Lan, và chưa biết đến nhiều ở vùng hạ Tatra ở Slovakia.

## Phân bố
Phạm vi sinh sống của sơn dương Tatra ở tất cả các bộ phận thuộc Tatra gồm Tây Tatras (Slovakia và Ba Lan) và Đông Tatras, trong đó bao gồm các Tatras Thượng (Slovakia và Ba Lan) và Belianske Tatra (Slovakia), tất cả được bảo vệ bởi các công viên quốc gia ở cả hai nước. Tính đến năm 2006, Vườn quốc gia Slovak Tatra là ngôi nhà của 371 con sơn dương, trong đó 72 là con chiên, và Vườn Quốc gia Ba Lan Tatra là nhà của 117 con sơn dương, trong đó 27 là con chiên.
Năm 2010, người dân bị thu hồi cho 841 con sơn dương, trong đó 74 là con chiên, 699 (57 con chiên) ở Slovakia và 142 (17 con chiên) ở Ba Lan, đó là gần đến đỉnh cao của dân số năm 1964, khi hơn 900 sơn dương được nhìn thấy ở Tatras. Vì lo ngại khả năng sống sót của phân lài sơn dương này, trong phạm vi nguồn gốc của nó, là sơn dương cũng đã được du nhập một cách giả tạo trong Hạ Tatra, nằm ở phía nam của Tatras, trong năm 1969 đến năm 1976. Việc du nhập tham gia 30 cá thể và dân số hiện nay đang sống tại Vườn Quốc gia Hạ Tatras là khoảng 100 con.
Số lượng loài sơn dương:
| Năm    | 1997 | 1998 | 1999 | 2000 | 2001 | 2002 | 2003 | 2004 | 2005 | 2006 | 2007 | 2008 | 2009 | 2010 | 2011 | 2012 | 2013 | 2014 |
| Dân số | 352  | 200  | 162  | 160  | 205  | 333  | 345  | 422  | 486  | 488  | 532  | 701  | 720  | 841  | 929  | 1096 | 1186 | 1389 |

## Đặc điểm chung

### Ngoại hình
Chúng là một phân loài có kích thước cỡ vừa trong họ Trâu bò. Một con sơn dương trưởng thành hoàn toàn đạt đến chiều cao 70–80 cm (28–31 in) và chiều dài từ 107–137 cm (42–54 in) (đuôi là không thường nhìn thấy được trừ khi chúng vẫy ra ngoài). Những con đực, cân nặng từ 30 –60 kg (66-132 lb), là hơi lớn hơn so với con cái, cân nặng 25–45 kg (55-99 lb).
Cả con đực và con cái đều có sừng ngắn, các sừng của con đực thì dày hơn. Vào mùa hè, lông có màu nâu giàu mà chuyển sang một màu xám sáng trong mùa đông. Đặc biệt là các vệt tương phản trắng ở hai bên của phần đầu với sọc đen rõ rệt dưới mắt, một cái mông trắng và một sọc đen dọc theo lưng.

### Sinh sản
Các con sơn dương cái và con non của chúng trong các đàn lên đến 100 cá thể, con đực trưởng thành thường sống đơn độc cho hầu hết cả năm. Về tuổi thọ, chúng có thể đạt tới một độ tuổi 22 năm trong điền kiện bị giam cầm, mặc dù trong tự nhiên tuổi thọ của chúng chỉ là 15-17 tuổi. Nguyên nhân thường gặp của tỷ lệ tử vong có thể bao gồm lở tuyết, dịch bệnh và bị ăn thịt.
Trong mùa động dục (cuối tháng /đầu tháng 12 ở châu Âu), những con đực tham gia vào các trận chiến khốc liệt với sự chú ý của con cái. Một con cái trải qua một thời kỳ mang thai đến 170 ngày, sau đó một đứa trẻ duy nhất thường được sinh ra trong tháng Năm hoặc đầu tháng Sáu, dịp hiếm hoi, cặp song sinh có thể được sinh ra. Nếu một người mẹ bị giết, con cái khác trong đàn có thể thử để cưu mang những con non mồ côi này. Những con non cai sữa lúc sáu tháng tuổi và hoàn toàn phát triển lúc một tuổi.
Tuy nhiên, những con non không đạt được sự trưởng thành tình dục cho đến khi 3-4 tuổi, mặc dù một số con cái có thể giao phối với càng sớm lúc hai tuổi. Ở độ tuổi trưởng thành, con đực bị loại ra khỏi đàn bò của mẹ chúng là con đực chiếm ưu thế (những con này đôi khi giết chúng) và sau đó đi lang thang du mục cho đến khi chúng có thể tự thiết lập lại mẫu giống như trưởng thành lúc tám đến chín tuổi. 

### Tập tính

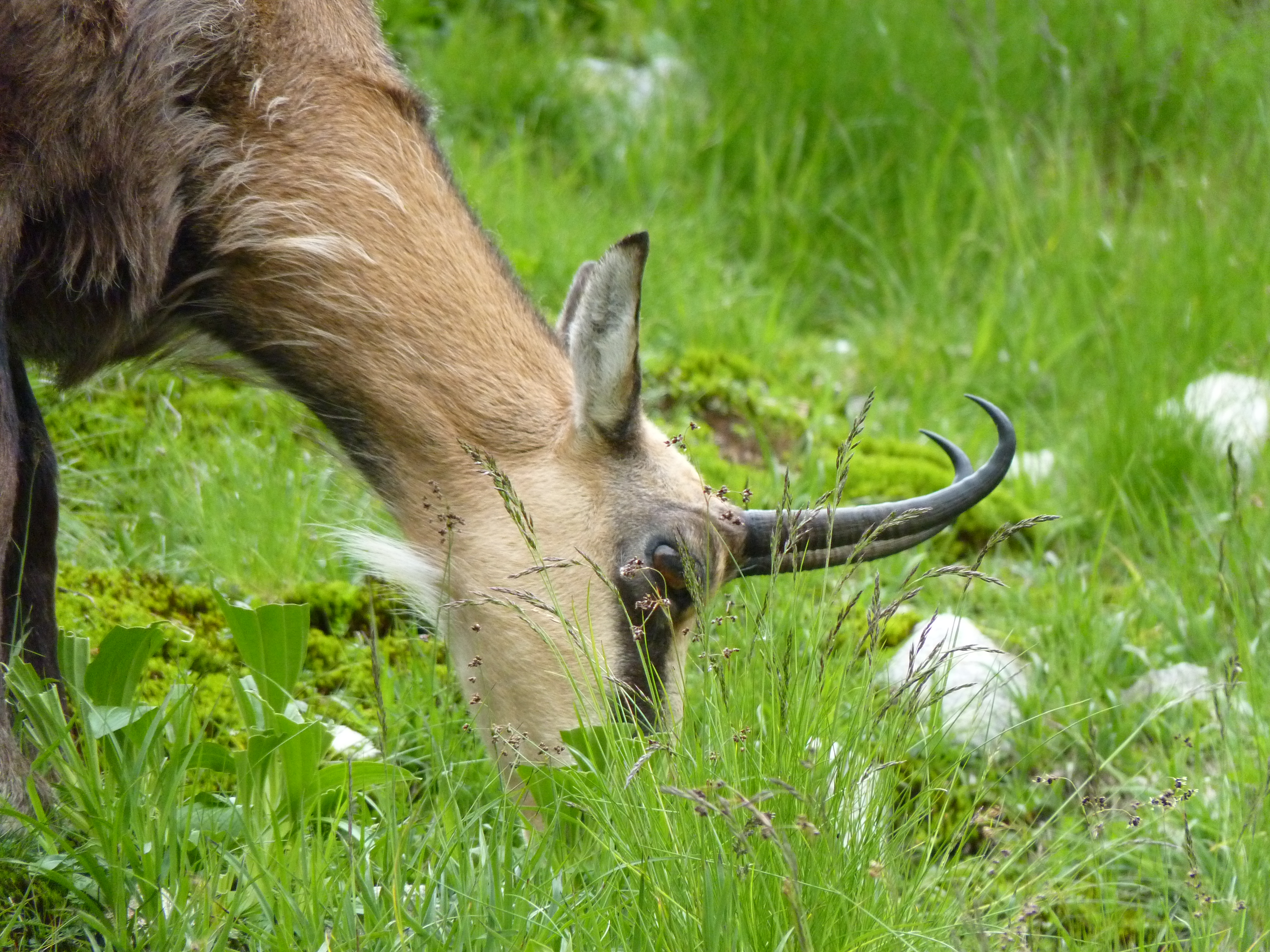
Một con sơn dương Tatra đang ăn cỏ

Phân loài sơn dương này ăn nhiều loại thực vật, bao gồm cả các loại cỏ ở vùng cao nguyên và các loại thảo mộc trong suốt mùa hè và cây lá kim, vỏ cây và chồi từ cây cối trong mùa đông. Chủ yếu chúng hoạt động ban ngày và thường nghỉ ngơi khoảng giữa ngày và có thể chủ động tìm kiếm thức ăn trong những đêm trăng sáng. 

## Kẻ thù
Hiện nay, con người là kẻ thù chính của các phân loài sơn dương. Khi thịt của chúng được coi là ngon, sơn dương là loài động vật săn phổ biến. Chúng có hai đặc điểm đó được khai thác bởi thợ săn đầu tiên là chúng hoạt động mạnh nhất vào buổi sáng và buổi tối khi chúng ăn, thứ hai là chúng có xu hướng đánh hơi mối nguy hiểm từ bên dưới, có nghĩa là một thợ săn rình rập sơn dương từ trên là ít có khả năng bị quan sát và nhiều khả năng để thành công.
Trong quá khứ, những kẻ săn mồi chủ yếu là Linh miêu Á-Âu và sói xám; với một số loài ăn thịt có thể là gấu nâu và đại bàng vàng. Chúng thường sử dụng lợi thế tốc độ và khả năng ẫn nấp để trốn tránh kẻ thù và có thể chạy 50 km mỗi giờ (31 mph) và có thể nhảy cao 2 m (6,6 ft) theo chiều đứng vào không trung hoặc trên một khoảng cách 6 m (20 ft). 